# Elymus riparius
Elymus riparius là một loài thực vật có hoa trong họ Hòa thảo. Loài này được Wiegand mô tả khoa học đầu tiên năm 1918.

## Hình ảnh

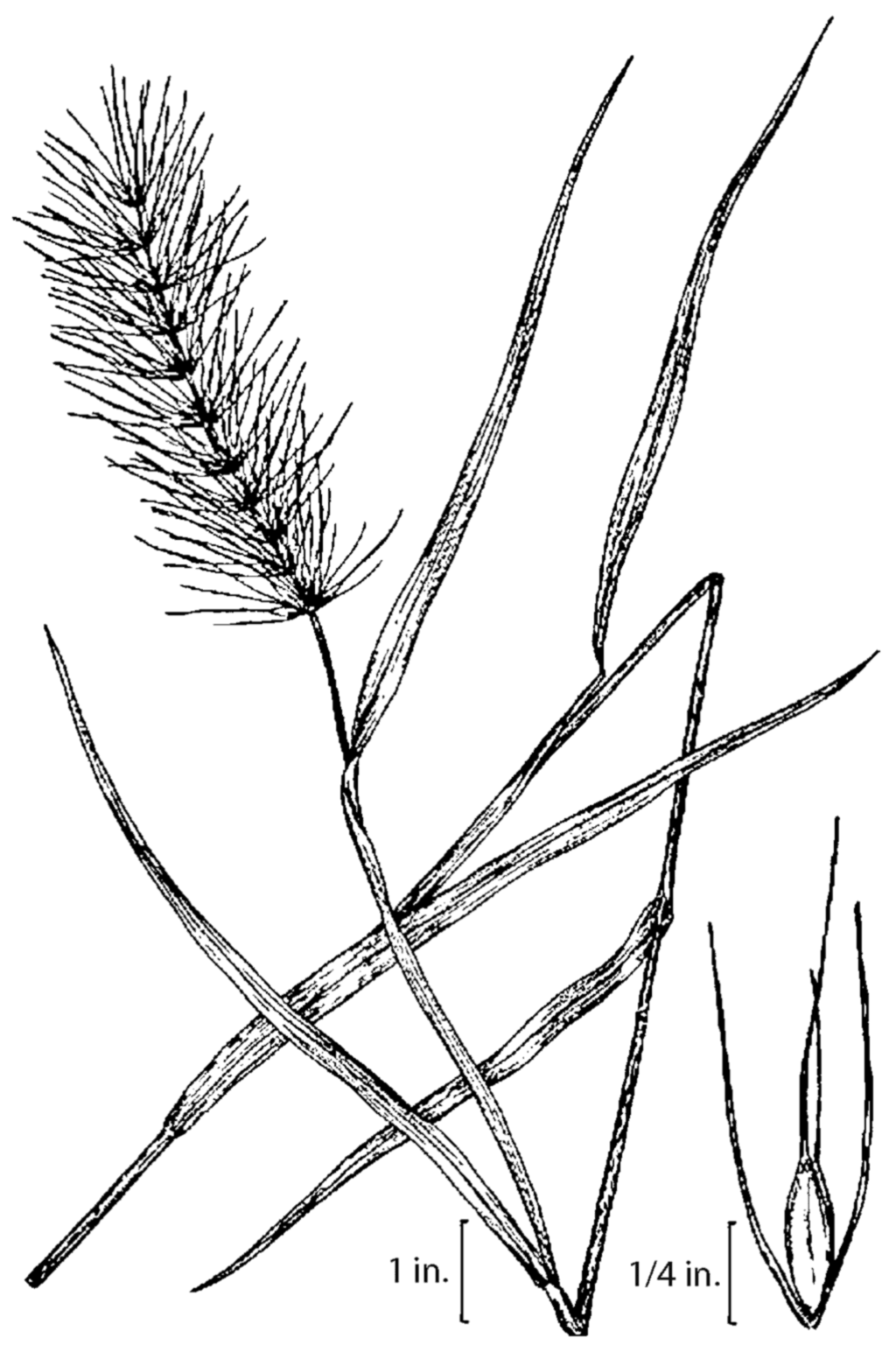
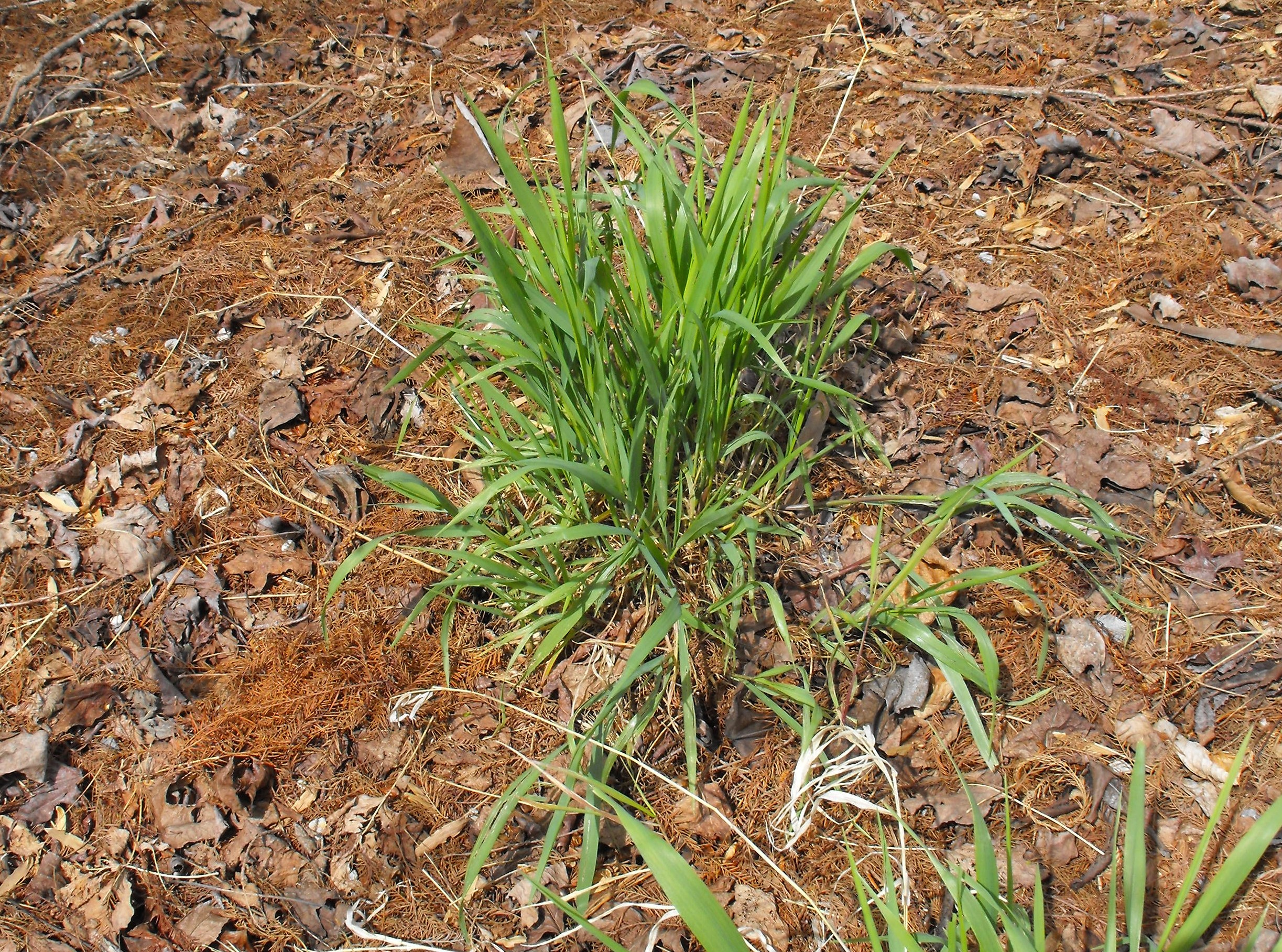